# Gelis californicus
Gelis californicus là một loài tò vò trong họ Ichneumonidae.